# Sakyō-ku (Kyōto)
Sakyō-ku (japanisch 左京区, deutsch „linker Hauptstadtbezirk“) ist einer von elf Stadtbezirken (ku) von Kyōto, Japan. Er wurde am 1. April 1929 eingerichtet, indem er von Kamigyō-ku abgetrennt wurde. Sakyō-ku liegt im Nordosten Kyotos, der Fluss Kamo bildet die Grenze zur Innenstadt.

## Etymologie
Der Name Sakyō, „linker Hauptstadtbezirk“, stammt daher, dass der japanische Kaiser Richtung Süden saß, wenn er im Kaiserpalast residierte, so dass die östlichen Stadtgebiete von ihm aus links lagen. Entsprechend heißt der westliche Bezirk Ukyō-ku, was „rechter Hauptstadtbezirk“ bedeutet. Ursprünglich bezeichnete Sakyō die östlichen Teile der historischen Innenstadt, der heutige Bezirk Sakyō-ku dagegen liegt östlich des Kamo und damit außerhalb der historischen Stadtgrenze.

## Geografie
Der Süden des Bezirks ist durch Wohngebiete und Bildungseinrichtungen geprägt. Zum Beispiel hat die Universität Kyōto hier ihren Hauptcampus. Der Ortsteil Iwakura unterliegt städtebaulichen Beschränkungen, die größere Neubaugebiete oder die Errichtung von Hochhäusern begrenzen. So finden sich hier immer noch viele Reisfelder. Der Norden von Sakyō-ku ist bergig und besitzt eine wachsende Holzindustrie. Die größten Straßen des Bezirks Kawabata, Higashiōji und Shirakawa verlaufen von Süd nach Nord. Der Bahnhof Demachiyanagi wird sowohl von der Keihan Ōtō-Linie angefahren, die südlich nach Ōsaka führt, als auch von der Eizan Hauptlinie und der Eizan Kurama-Linie, die nur innerhalb des Stadtbezirks nördlich zu den Bahnhöfen Yase bzw. Kurama verkehren.

## Sehenswürdigkeiten
Zu den Sehenswürdigkeiten in Sakyō-ku gehören die Tempel Ginkaku-ji und Nanzen-ji, der Kamo-Schrein und der Schrein Heian-jingū. Im Norden liegen Kurama-dera, Kifune-jinja, Sanzen-in, die Ruinen eines Hauses, in dem Iwakura Tomomi inhaftiert war, die Kaiserliche Villa Shugakuin, der Manshuin-Tempel und die Kyoto International Conference Center, in dem das Kyoto-Protokoll verabschiedet wurde. Sakyō-ku beherbergt außerdem den Botanischen Garten von Kyoto. Während des jährlichen Gozan-no-Okuribi-Festes werden auf mehreren Bergen im Norden große Feuer entfacht, die aus der Ferne gesehen japanische Schriftzeichen ergeben.

## Bildung
In Sakyō-kun befindet sich die private Kyoto University of Art and Design.

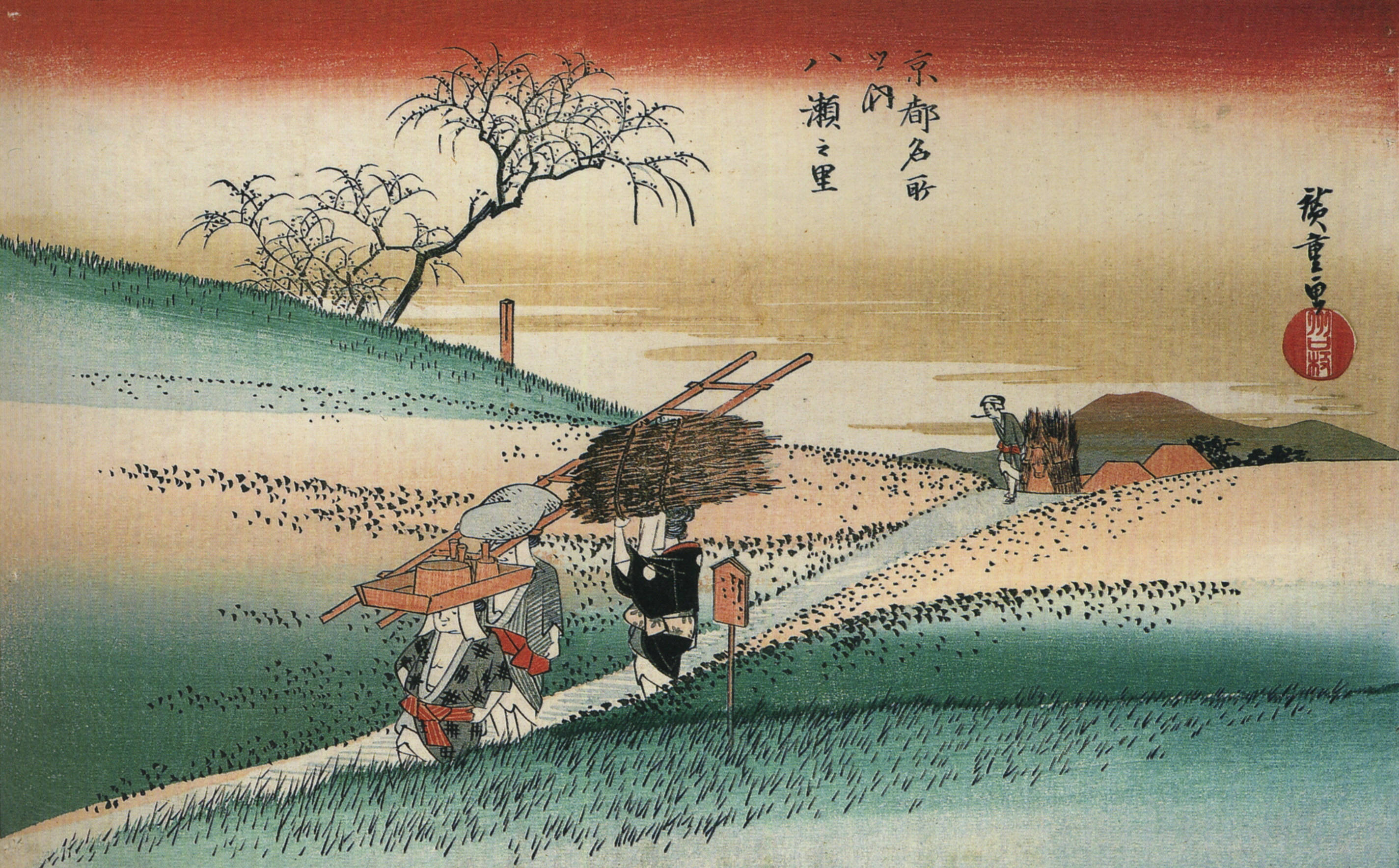
Das Dorf Yase, das heute zu Sakyō-ku gehört, zur Edo-Zeit, Farbholzschnitt von Hiroshige, 1832/33
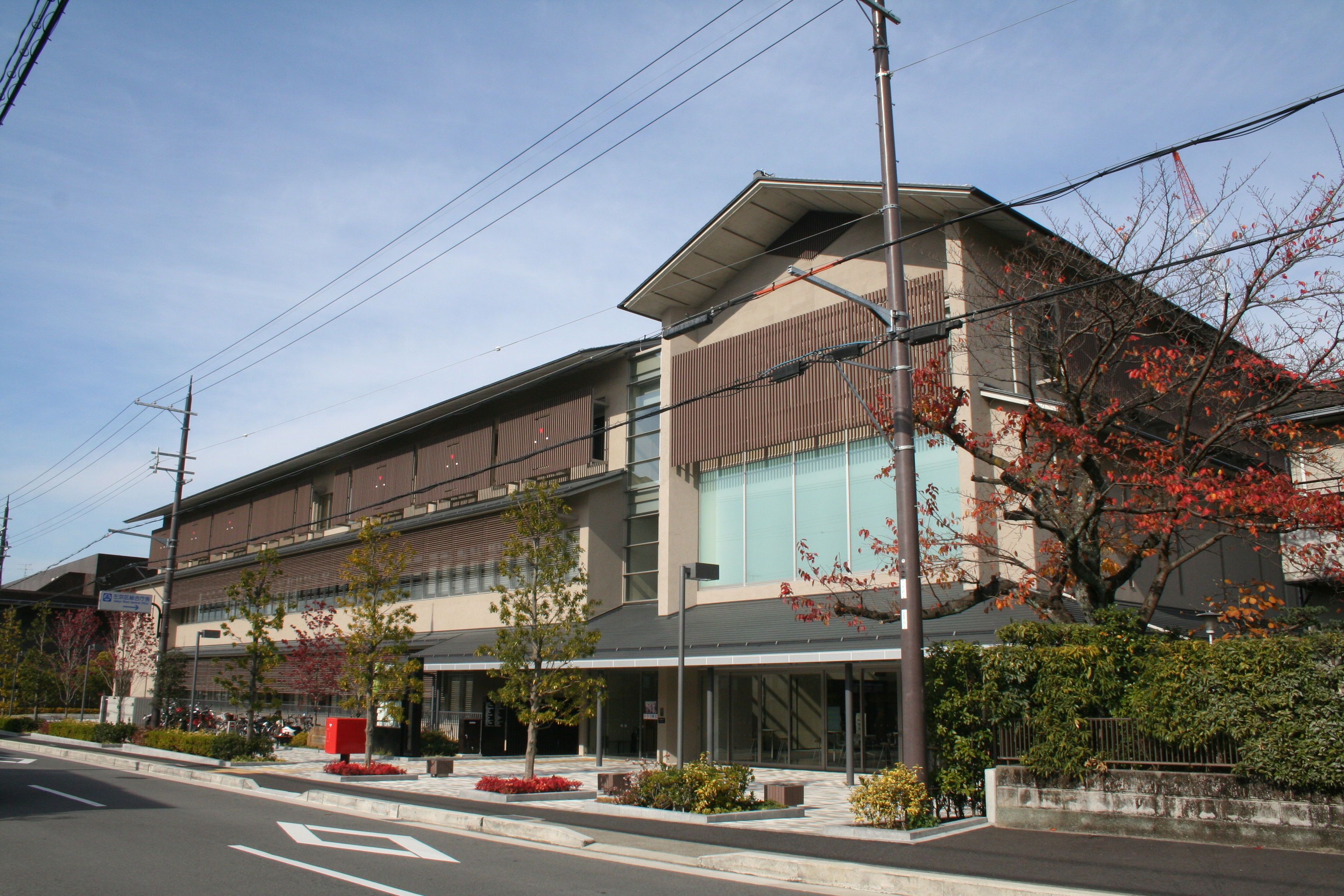
Die Bezirksverwaltung von Sakyō-ku

- Goethe-Institut Villa Kamogawa